# Microdon sumatranus
Microdon sumatranus är en tvåvingeart som beskrevs av Wulp 1881. Microdon sumatranus ingår i släktet myrblomflugor, och familjen blomflugor. Inga underarter finns listade i Catalogue of Life.